# FMET
L'N-formilmetionina, abbreviata in fMet, è un derivato dell'amminoacido metionina, nel quale un gruppo aldeidico è stato aggiunto al residuo amminico; la reazione di formilazione è catalizzata dall'enzima transformilasi.
L'fMet ricopre un ruolo centrale nella sintesi proteica dei batteri, dei mitocondri e dei cloroplasti. Non possiede invece alcun ruolo nella sintesi proteica delle cellule eucariotiche.
Questo amminoacido modificato è trasportato sul ribosoma legato a un tRNA speciale, indicato con la sigla tRNAfMet, il cui anticodone 5'-CAU-3' riconosce solo i codoni AUG (o raramente GUG o ancor più raramente UUG) di inizio della sintesi proteica; i codoni AUG non di inizio codificano una metionina non formilata, portata dal tRNAMet, che è codificato da un gene distinto da quello per il tRNAfMet.
Poiché l'fMet non è presente nelle cellule eucariotiche ma solo in quelle procariotiche, il sistema immunitario animale utilizza questa molecola per distinguere gli antigeni self (gli antigeni self sono quelli costitutivi del corpo umano e dai quali non deve essere innescata la risposta immunitaria) da quelli non-self (gli antigeni non-self sono quelli estranei, per esempio di provenienza batterica, dai quali deve essere innescata la risposta immunitaria). I granulociti possono riconoscere le proteine che contengono l'fMet e possono così dare inizio alla fagocitosi (infatti i recettori per i peptidi contenenti N-formil-metionina fanno parte dei PRRs).